# Capela Imperial Nossa Senhora da Conceição
A Capela Imperial Imaculada Conceição está localizada na Praia da Bica, no bairro carioca Jardim Guanabara. Figura como uma das construções mais antigas do bairro, tendo sua construção sido iniciada em 1622, quando fazia parte da fazenda que ocupava a área. A capela só foi doada à Arquidiocese de São Sebastião do Rio de Janeiro em 1786. Trinta anos após a doação, em 1816, a capela passou por uma grande reforma, que ampliou suas laterais - recebendo, então, a forma que conserva até os dias atuais.

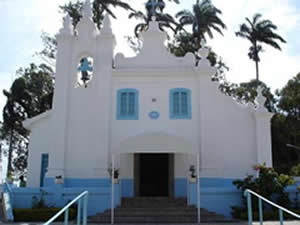
Vista frontal da Capela

Suas imagens originais foram roubadas em diferentes assaltos e, hoje, a capela conta apenas com imagens de gesso. Há indícios de que o altar da capela tenha sido trazido de navio da Alemanha, ou que tenha sido montado no Brasil, a partir de matéria-prima alemã.
A construção é uma referência no bairro e, em meio aos dias atuais, mantém os aspectos tradicionais e históricos, abrigando as atividades eclesiais cotidianas de uma igreja.